# 캔데이스 크로스랙
캔디스 크로슬랙(Candace Kroslak, 1978년 7월 22일 ~ )은 미국의 배우이다.
시카고에서 태어났다.

## 출연 작품

### 영화
- 혹성 탈출 (2001)
- 소울 서바이버 (2001)
- 아메리칸 파이 5 (2006) - 브랜디 역
- 테이크 미 홈 투나잇 (2011)

### 텔레비전
- 커플수칙 (2007)